# Sopra Steria
Sopra Steria è una società francese di servizi digitali (ESN) e una società di consulenza nella trasformazione digitale di aziende e organizzazioni. Sopra Steria offre quindi servizi di consulenza e tecnologici (integrazione di sistemi, gestione dell'infrastruttura, esecuzione di processi aziendali) ed è un editore di software aziendali (HR, banking, real estate). Sopra Steria è il risultato della fusione nel gennaio 2015 delle due società francesi di servizi digitali Sopra e Steria, create rispettivamente nel 1968 e nel 1969. Il gruppo conta 46.000 dipendenti nel 2020, distribuiti in più di 25 paesi, di cui 20.000 in Francia, e raggiunge un fatturato di 4,3 miliardi di euro nel 2020.